# Herbert Klein
Herbert Klein (Breslavia, Polonia, 25 de marzo de 1923-25 de septiembre de 2001) fue un nadador alemán de origen polaco especializado en pruebas de estilo braza, donde consiguió ser medallista de bronce olímpico en 1952 en los 200 metros.

## Carrera deportiva
En los Juegos Olímpicos de Helsinki 1952 ganó la medalla de bronce en los 200 metros estilo braza, con un tiempo de 2:35.9 segundos, tras el australiano John Davies y el estadounidense Bowen Stassforth.
Y en el campeonato europeo de Viena de 1950 ganó el oro en la misma prueba.